# 尾崎中和
尾崎 中和（おざき なかかず，1919年8月9日—1943年12月27日）二战日本陆军军人。尾崎中和曾先後就讀於東京都立日比谷高等学校、東京陸軍幼年学校、陆军士官学校预科学校。1940年6月，畢業於陸軍航空士官学校（53期）。後任航空兵少尉，並在明野陸軍飛行學校學習。1943年12月27日，尾崎中和在中華民國江西省遂川县戰死。阵亡后被追授中佐军衔。